# Anna (Toto)
Anna è una canzone della rock band Toto, quarto singolo estratto dal loro album del 1988 The Seventh One.

## Informazioni
Il brano è uno dei classici della band, una classica ballad sentimentale come quelle che scrive di solito Steve Lukather autore del brano insieme a Randy Goodrum. Come ha poi dichiarato l'autore in un'intervista, questa canzone in realtà non è dedicata a nessuna donna di preciso con quel nome.
(Steve Lukather)
La canzone vede la presenza come ospiti di Michael Fisher e Joe Porcaro alle percussioni mentre James Newton Howard e Marty Paich arrangiano e dirigono l'orchestra. Il singolo si posizionò diciannovesimo nell'ARIA Charts, ma del brano non fu girato alcun videoclip.

## Tracce
1. Anna
2. Only the Children

## Formazione
- Steve Lukather - chitarra elettrica e voce primaria
- Joseph Williams - voce secondaria
- David Paich - tastiera e voce secondaria
- Steve Porcaro - tastiera
- Mike Porcaro - basso elettrico
- Jeff Porcaro - percussioni
- Joe Porcaro - percussioni
- Michael Fisher - percussioni
- Cyndi Lauper – cori